# Jukka Rauhala
Jukka Matti Rauhala (* 1. března 1959 Muurame, Finsko) je bývalý finský zápasník, volnostylař. V roce 1984 na olympijských hrách v Los Angeles vybojoval bronzovou medaili v kategorii do 68 kg a o čtyři roky později v Soulu vybojoval ve stejné kategorii šesté místo.
Zápasu se věnoval také jeho bratr Pekka Rauhala a strýc Kalervo Rauhala, který vybojoval stříbro na olympiádě v Helsinkách v roce 1952.